# Уильямс, Ивор
Сэр И́вор Уи́льямс (англ. Ifor Williams; 16 апреля 1881 — 4 ноября 1965) — валлийский учёный, филолог, историк, заложивший основы изучения древневаллийского языка и древнейшей валлийской литературы.
Ивор Уильямс родился в деревне Трегарт, возле Бангора в Северном Уэльсе (ныне округ Гуинет). Его отец, Джон Уильямс, работал в карьере, как и большинство жителей Трегарта. Отец матери Ивора Джейн, Хью Дервел Хьюз был краеведом, написавшим подробную книгу по местной истории.
Ивор пошёл в школу в Бангоре в 1894 году, но через год с ним произошёл несчастный случай, и из-за повреждённой спины он несколько лет почти не вставал с постели. После выздоровления в 1901 году он пошёл в школу в деревне Клинног-Ваур, а в 1902-м получил стипендию для обучения в Бангорском колледже Университета Уэльса. В 1905 году он с отличием окончил университет, где изучал древнегреческий язык. В следующем году он получил степень по валлийскому языку. В 1906/07 учебном году Уильямс работал над магистерской диссертацией и помогал Джону Моррису-Джонсу, занимавшему пост профессора валлийского языка. Затем он был назначен преподавателем. В 1920 году специально для Уильямса был создан пост профессора валлийской литературы, который он занимал до 1929 года, когда Моррис-Джонс скончался и Уильямс стал профессором валлийского языка и литературы.
Ивор Уильямс всю жизнь интересовался валлийскими топонимами, и, вероятно, первым применил в их изучении строгие научные методы. В 1945 году он издал книгу Enwau Lleoedd («Имена мест»), до сих пор не утратившую ценности. Вообще первые публикации Уильямса предназначались в основном для обучения: это был комментированные издания памятников валлийской литературы, включая Мабиноги (Pedeir Keinc y Mabinogi, 1930). Кроме того, Уильямс издавал валлийских поэтов: в 1914 году вышел сборник, куда были включены, в частности, стихи Давида ап Гвилима, а в 1925 Уильямс принял участие в подготовке издания сочинений Иоло Гоха.

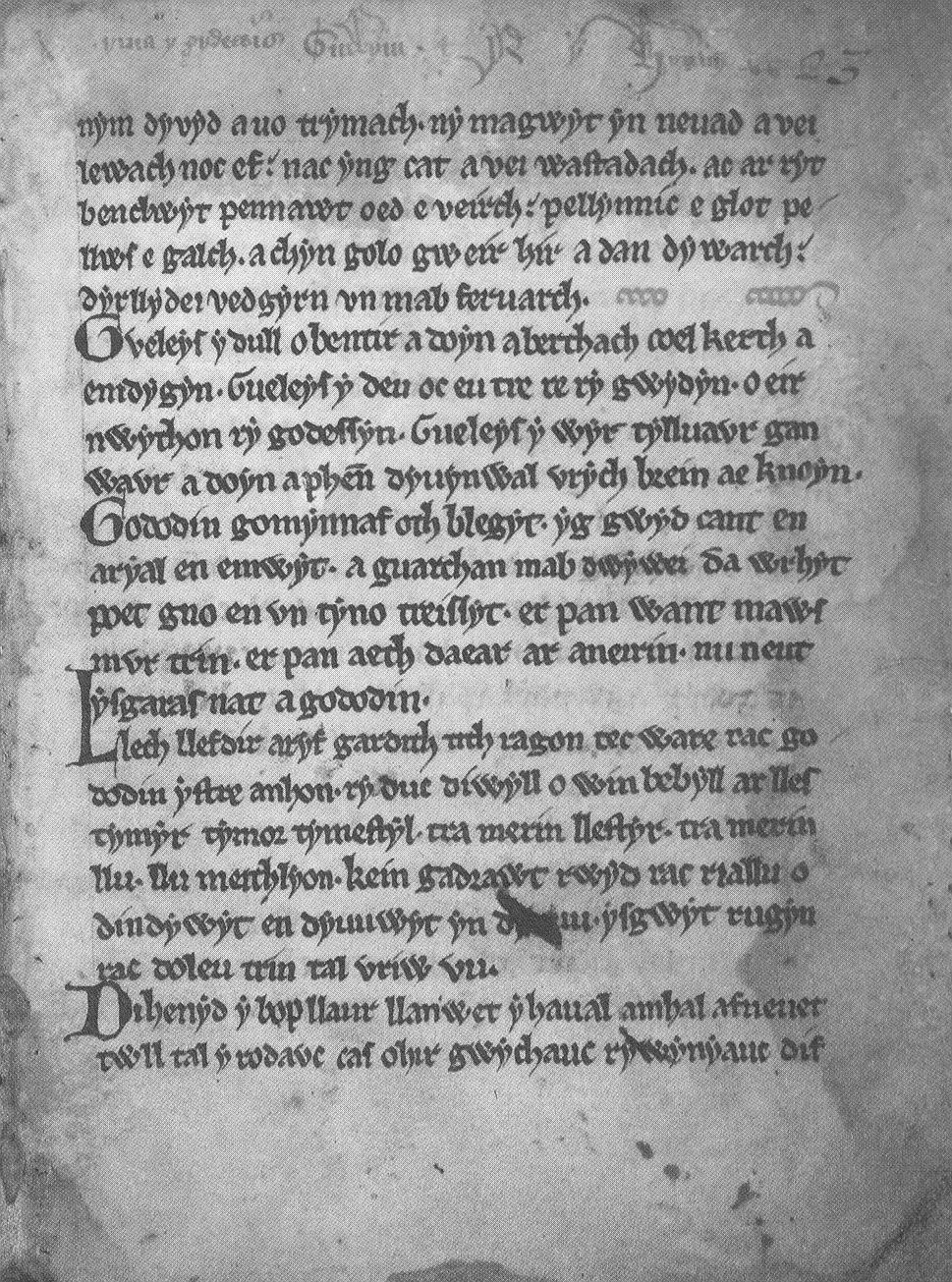
Страница из Книги Анейрина

Однако главной сферой научных интересов Уильямса были древневаллийский язык и древняя литература Уэльса. В 1935 году он издал Canu Llywarch Hen, сборник стихов Лливарха Старого, а в 1938 году вышло издание поэмы «Гододин», приписываемой поэту VI века Анейрину. В процессе подготовки издания была проделана огромная работа по вычленению древнего текста из позднейших заметок и добавлений. Издание Уильямса стало основой для всех позднейших исследований этой поэмы. Кроме того, Уильямс издавал и другие валлийские памятники, например поэму X века «Пророчество Британии» (Armes Prydein).
Все свои издания Уильямс осуществлял по-валлийски; лишь позже некоторые из них переводились на английский.
С 1937 года по 1948 Уильямс был главным редактором «Вестника Совета по кельтологии Университета Уэльса» (Bulletin of the Board of Celtic Studies, BBCS). Он часто выступал с лекциями на радио, и избранные программы был позже изданы в трёх томах. В 1947 Уильямс ушёл со своего поста и в том же году получил рыцарское звание. В 1949 году Университет Уэльса присудил ему почётную степень доктора юриспруденции. После выхода на пенсию Уильямс жил в Менай-Бридж и скончался в 1965 году (успев в 1960 году выпустить комментированное издание стихотворений Талиесина).

## Основные труды
- Cywyddau Dafydd ap Gwilym a’i Gyfoeswyr. / Gol. Ifor Williams a Thomas Roberts. — Bangor: Evan Thomas, 1914.
- Cywyddau Iolo Goch ac eraill, 1350—1450. / Gol. Henry Lewis, Thomas Roberts ac Ifor Williams. — Bangor: Evan Thomas, 1925. (второе издание 1938)
- Canu Llywarch Hen. — Caerdydd: Gwasg Prifysgol Cymru, 1930.
- Canu Aneirin, gyda rhagymadrodd a nodiadau. — Caerdydd: Gwasg Prifysgol Cymru, 1938.
- Lectures on early Welsh poetry. — Dublin: DIAS, 1944
- Canu Taliesin. — Caerdydd: Gwasg Prifysgol Cymru, 1960 (англ. перевод: JE Caerwyn Williams (trans.) The Poems of Taliesin. Dublin: DIAS, 1967)